# Bad Romance (série de televisão)
Bad Romance (em tailandês:  ตกหลุมหัวใจยัยปีศาจ) é uma série de televisão tailandesa produzida pela TV Thunder e exibida pela PPTV entre 18 de julho e 5 de setembro de 2016.
Um prequel intitulado Together With Me, com 13 episódios e centrado no casal de Korn e Knock (sobre como os dois se conheceram e se apaixonaram), foi  lançado em agosto de 2017.

## Enredo
Yihwa é uma garota universitária solteira, acredita que não precisa de garotos em sua vida porque pode sobreviver sem eles e acha que os garotos são como os iPhones que são apenas para fins decorativos. No entanto, quando ela vai para a unidade de condomínio de seu melhor amigo Korn, que está comemorando seu aniversário com seu parceiro Knock, ela conhece o amigo de Korn, Cho, que se apaixona por ela à primeira vista. Mas Yihwa não se sente da mesma maneira; em vez disso, ela acha que Cho é gay e ele quer ter um relacionamento com Knock. Depois desse dia, Cho começa a persegui-la, porém ele tem dificuldade em tentar agradá-la e experimenta muitos altos e baixos antes de se tornar próximo dela.

## Elenco
- Visava Thaiyanont como Cho
- Pimnitchakun Bumrungkit como Yihwa
- Pakorn Thanasrivanitchai como Knock
- Nattapol Diloknawarit como Korn
- Thanaporn Rattanasasiwimon como Dewy
- Petiei Hokari como Being
- Simon Kessler como James
- Krisada Supapprom como Phon

## Trilha sonora
- The Person Who's Sad Probably Isn't You por Pete Pitipong[2]
- The Person Who's Sad Probably Isn't You (versão de cobertura acústica) por Tul Pakorn Thanasrivanitchai[3]